# الأميرة زينيا جورجيفنا من روسيا
الأميرة زينيا جورجيفنا (بالروسية: Ксения Георгиевна Романова)‏ (22 أغسطس 1903 - 19 سبتمبر 1965) هي الابنة الصغرى لدوق روسيا الأكبر جورج ميخائيلوفيتش والأميرة ماريا، أميرة اليونان والدنمارك.

## أنظر أيضا
- عائلة رومانوف